# Futásíjászat
A futásíjászat egy összetett sportág, amely a középtávú terepfutás és az íjászat ötvözete. Magyarországon a Magyar Íjász Szövetség (MISZ) szakágaként működik. Az első hazai futásíjászatot 1997-ben rendezték meg a Szövetség támogatásával, de gyökerei az 1990-es évek elejéig nyúlnak vissza, amikor Olaszországban mint a sí‑íjászat nyári formája jelent meg (Arcathlon), majd később Németországban és Franciaországban is elterjedt
A futásíjász versenyzők egy versenyen öt, egyenként nagyjából egy kilométeres kört futnak, és közben álló helyzetből három-három lövést adnak le a célra, amely kategóriától és versenytől függően 20 vagy 40 centiméteres átmérőjű sárga kör, a lőtáv pedig – szintén kategóriától és versenytől függően – 10 vagy 20 méter lehet. Ahány lövés nem talált a háromból, a versenyző annyi, ún. büntetőkört köteles futni, aminek hossza a teljes táv 15%-a. Az élen futó így mindig a futamban az első helyen áll.
A magyar futásíjászat a Magyar Íjász Szövetség egyik szakága.